# Андраде, Мария
Мария Андраде Тейшейра (порт. Maria Andrade Teixeira; род. 19 марта 1993) — кабо-вердианская тхэквондистка. Участница летних Олимпийских игр 2016 года, бронзовый призёр чемпионата Африки 2018 года.

## Биография
Мария Андраде родилась 19 марта 1993 года.
Выступала в соревнованиях за Бостонскую академию тхэквондо.
В 2015 году участвовала в чемпионате мира в Челябинске. В весовой категории до 49 кг выбыла в 1/32 финала, уступив Кешене Уотерфорд из Австралии — 6:10.
В 2016 году вошла в состав сборной Кабо-Верде на летних Олимпийских играх в Рио-де-Жанейро. В весовой категории до 49 кг проиграла в 1/8 финала Панипак Вонгпаттанакит из Таиланда — 6:18. Была знаменосцем сборной Кабо-Верде на церемониях открытия и закрытия Олимпиады.
В 2018 году завоевала бронзовую медаль чемпионата Африки в Агадире в весовой категории до 49 кг.